# Trachylepis sechellensis
Trachylepis sechellensis es una especie de lagartos escincomorfos de la familia Scincidae.

## Distribución geográfica yhábitat
Es endémica de las Seychelles. Su rango altitudinal oscila entre 0 y 550 m s. n. m..